# Милорад Димитријевић
Милорад Димитријевић „Квакс“ (Рума, 1926 — Београд, 29. септембар 2009) био је српски геолог, стручњак из области геолошког картирања, структурне геологије, даљинске детекције и геотектонике, и редовни професор Рударско-геолошког факултета у Београду. Био је и учесник НОБ-а.
У српску геологију увео је фотогеологију и савремену структурну геологију, творац је концепције модерне геолошке карте у Југославији и коаутор више десетина листова Основне геолошке карте СФРЈ.

## Биографија
Као гимназијалац је хапшен од стране окупационих власти. Завршетак рата дочекао је у јединицама НОВ, активно се борећи. У децембру 1944. године формиран је 422. ваздухопловни јуришни пук у коме је постављен да као ваздушни стрелац у штормовику учествује у борбама за коначно ослобођење земље. У јануару 1945. јавно похваљен, а до краја рата одликован медаљом за храброст.
После демобилизације, 1946. године уписао се на Рударски одсек Техничке велике школе у Београду. Дипломирао је 1950. године. По дипломирању се запослио на Техничкој великој школи, а после оснивања 1956. године, на Рударско-геолошком факултету.

## Каријера
Докторирао је 1957. и исте године изабран за доцента. Ванредни професор постао је 1960, а редовни 1967. године. Током своје наставничке каријере предавао је Општу геологију, Увод у геологију, Структурну геологију, Фотогеологију и Геолошко картирање. У постдипломској настави и на бројним курсевима усавршавања домаћег и међународног карактера, предавао је Структурну геологију, Геолошко картирање, Геотектонику, Фотогеологију, Седиментологију кластита и Седиментологију карбоната.
Основао је Лабораторију за методе геолошког картирања (ЛМГК), заслужну за развој геолошког картирања и са њим повезаних дисциплина у бившој Југославији. На Геолошком одсеку Рударско-геолошког факултета основао је Катедру за методе геолошког картирања и био њен шеф све до првог априла 1987. године, када је, по сопственом захтеву, превремено отишао у пензију. Своју наставничку каријеру проф. Димитријевић је завршио као носилац ордена рада са златним венцем.

### Геолошко картирање
Највећи део свог радног века посветио је геолошком картирању. Бавио се и многим другим аспектима геологије: тектонским и геотектонским истраживањима, структурним истраживањима, седиментолошким истраживањима, изучавањима турбидитских басена, као и даљинском детекцијом. Публиковао је преко 170 радова, књига, уџбеника и приручника у земљи и у САД, Немачкој, Совјетском Савезу, Мађарској, Пољској, Румунији, Француској, Холандији, Швајцарској, Италији, Ирану, и др. Своју геолошку делатност започео је картирањем метаморфита. Тезе које је поставио у својим радовима представљале су основ за прву детаљну разраду процеса мигматизације у нашим теренима.
Творац је концепције модерне геолошке карте у СФРЈ, прихваћене и у Европи. Руководио је највећим и најзначајнијим подухватом у историји геологије Југославије - израдом Основне геолошке карте размере 1:100.000. Од 1956. године, када је водио прву комисију за израду стандарда за геолошку карту Југославије, руководио је израдом свих геолошких стандарда и упутстава за Основну и Тематску геолошку карту. Био је председник комисије за геолошке карте Савезног геолошког завода, члан редакционе комисије за Основну геолошку карту, члан комисије за геолошку карту Европе и комисије за тектонску карту Карпатско-балканске асоцијације.
Коаутор је више десетина листова Основне геолошке карте СФРЈ. Организовао је израду геолошке карте Ирана. Руководио је израдом геолошке карте једног дела Либије. Четири године је руководио одељењем за геолошку карту у Заводу за геолошка и геофизичка истраживања у Београду.

### Структурна геологија
Димитријевић је зачетник савремене структурне геологије код нас. Још 1952. године публиковао је, први у нашој земљи, рад из структурне геологије са применом структурних дијаграма. Конструисао је бројачку мрежу за израду контурних дијаграма, која је данас у најширој употреби. Аутор је првог приручника за израду структурних дијаграма и приручника „Употреба пројекције лопте у геологији“. Увео је квантитативне уместо дескриптивних показатеља, дао разраду скаларних дескриптора облика набора и сачинио систематизацију линеарених и планарних елемената склопа сада у општој употреби. Обављао је и прве анализе кристалина са егзактним подацима о наборима, као и прве структурне анализе плутона.

### Даљинска детекција
Увео је даљинску детекцију у геолошка истраживања Југославије. Публиковао је први приручник „Фотогеологија“ 1958. год. када је у свету литература из ове области била оскудна и ретка. Предавања из ове области одржавао је и на универзитету у Клаусталу. Објавио је 1975. године први код нас, приручник за коришћење сателитских снимака у геологији. Своју истраживачку делатност допуњавао је применом даљинске детекције на пројектима реализованим у Ирану, Замбији, Венецуели и Либији.

### Геотектоника
Димитријевић се бавио и истраживањима на пољу геотектонике. Прихватио је и разрадио идеју мобилизма и поставио нови модел Динарида на бази тектонике плоча. Објавио је, такође, бројне радове о офиолитском меланжу, генези и типовима меланжа, о структури кречњачких тела унутар меланжа, и др. Једини је геолог из бивше СФРЈ чији су радови укључени у најзначајнију светску серију „Benchmark papers in Geology“.
Аутор је свеобухватне књиге „Геологија Југославије“, публиковане на српском и енглеском језику. Уредник је едиције „Геолошки атлас Србије“ од 16 тематских карата размере 1:2.000.000.
Заједно са колегом Борисом Сикошеком аутор је прилога о геологији СР Југославије у оквиру капиталног дела о гелогији Европе и Азије, „Encyclopedia of European and Asian Regional Geology“.